# Église Saint-Martin de Valpuiseaux
L'église Saint-Martin de Valpuiseaux est une église paroissiale catholique, dédiée à saint Martin, située dans la commune française de Valpuiseaux, dans le département de l'Essonne en région Île-de-France.

## Historique
L'église est bâtie au milieu du XIIe siècle. L'édifice était peut-être un prieuré.
La tour et le toit sont édifiés aux XIIIe siècle et XIVe siècle.
L'édifice subit des prédations pendant la guerre de Cent Ans et est restauré au XVe siècle.
Depuis un arrêté du 28 septembre 1926, l'église est inscrite au titre des monuments historiques.
La sauvegarde de l'art français accorde des subventions de 50 000 francs en 1980 et 1984
L'église est restaurée dans les années 2000 et la restauration dure treize ans.

## Description

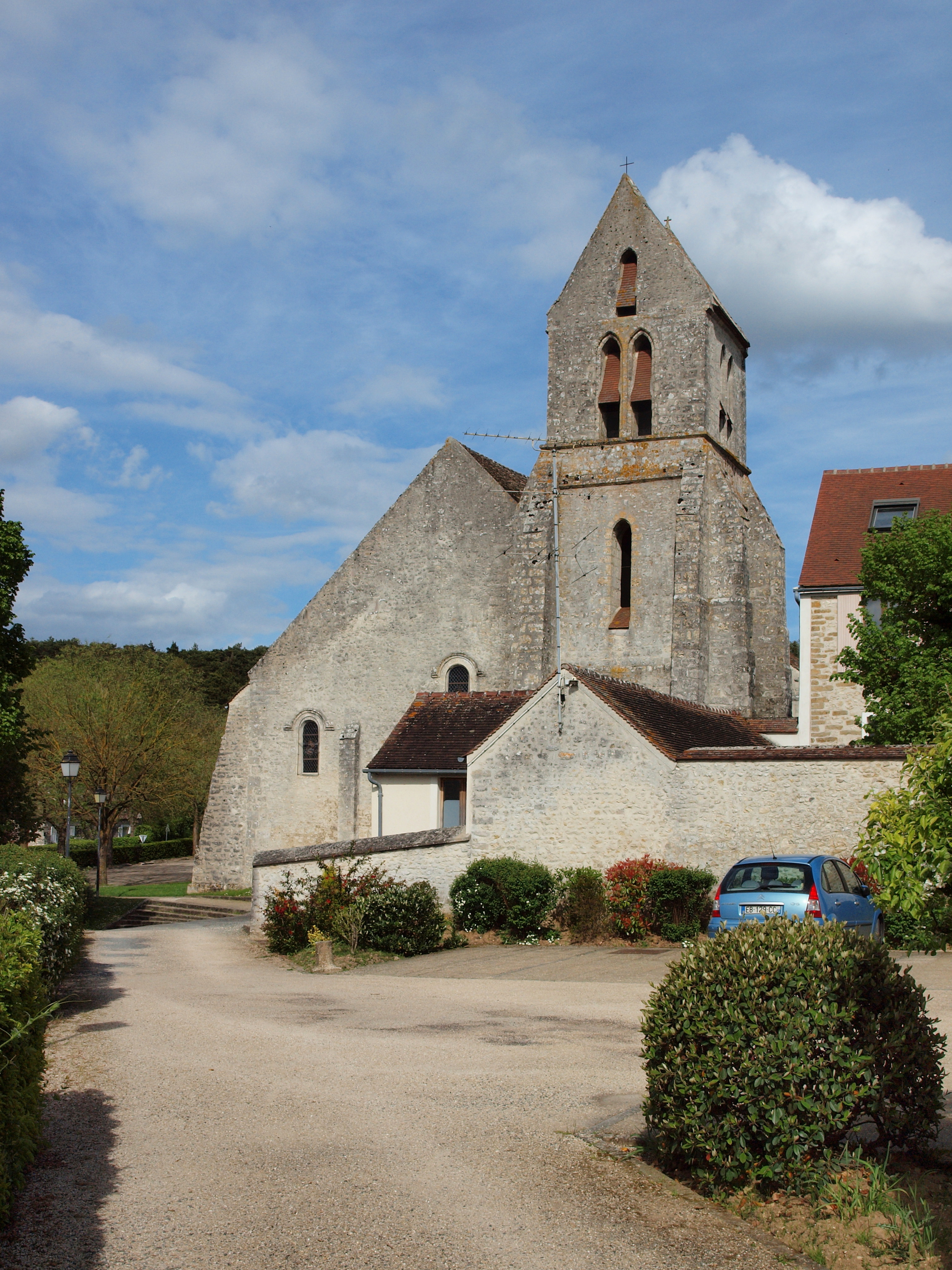
Vue extérieure
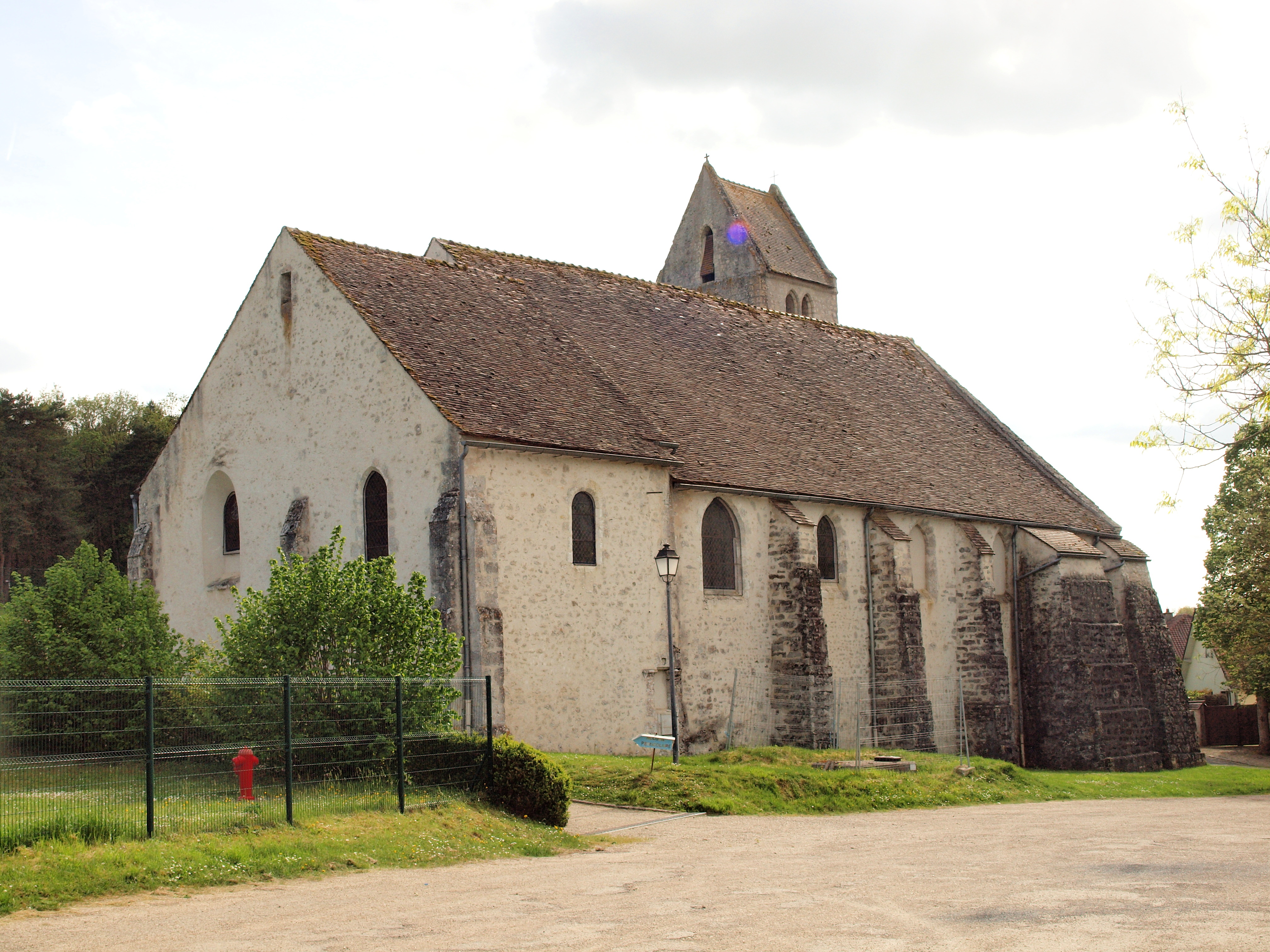
Vue extérieure
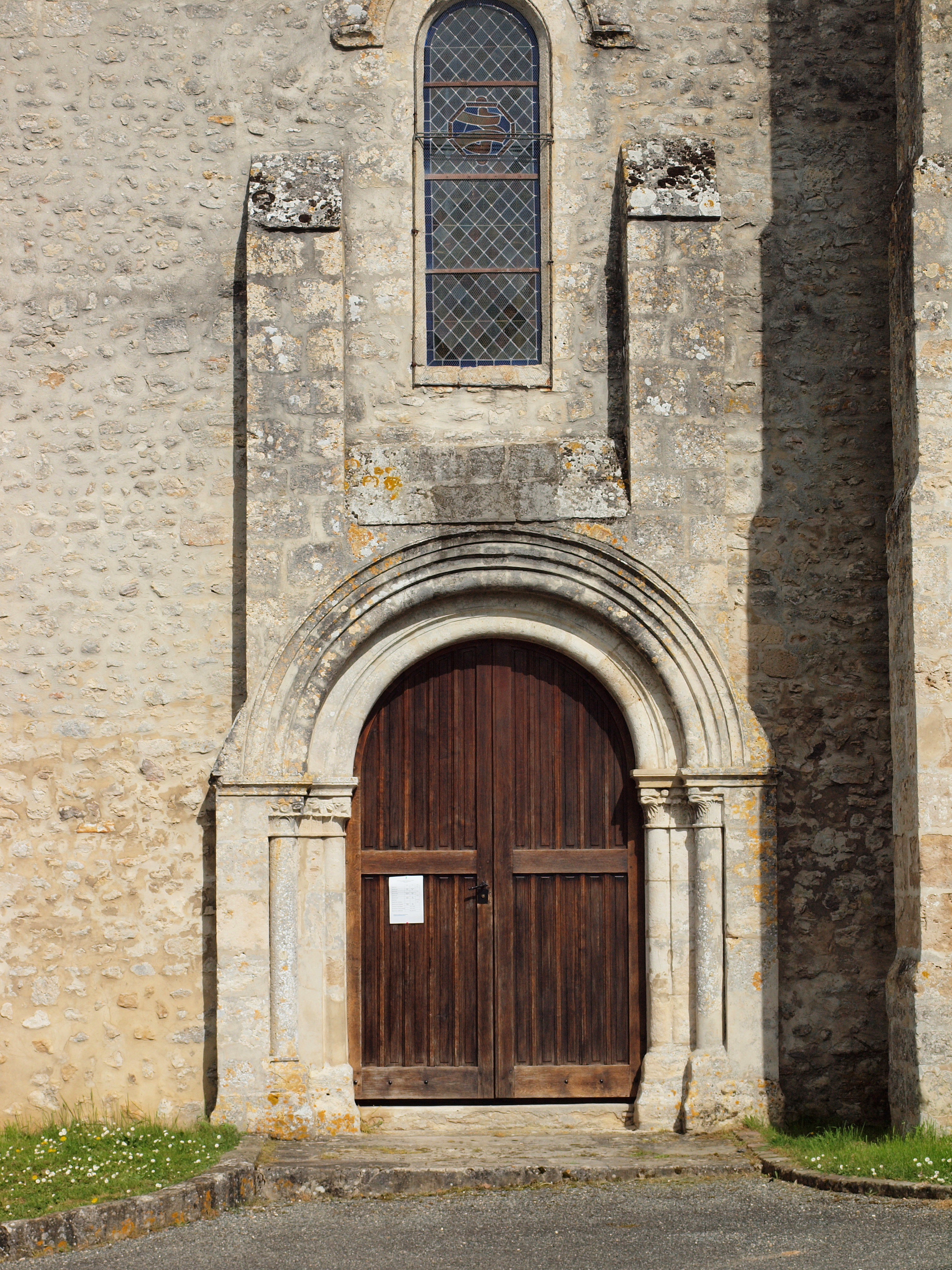

## Pour approfondir